# لويك فنسنت
لويك فنسنت (بالفرنسية: Loïc Vincent)‏ (26 يناير 1980 بيثون فرنسا - ) هو لاعب كرة قدم فرنسي يلعب كحارس مرمى.